# Zebrasköld
Zebrasköld (Alocasia zebrina) är en kallaväxtart som beskrevs av Heinrich Wilhelm Schott och Van Houtte. Zebraskölden ingår i släktet Alocasia och familjen kallaväxter. Inga underarter finns listade.